# جوزيف غيليغان
جوزيف غيليغان (بالإنجليزية: Joe Gilligan) هو مصارع رياضي بريطاني، ولد في 7 نوفمبر 1954 في مانشستر في المملكة المتحدة.

## وصلات خارجية
- جوزيف غيليغان على موقع قاعدة بيانات المصارعة الدولية (الإنجليزية)
- جوزيف غيليغان على موقع أوليمبيديا (الإنجليزية)